# Потоси (Тексас)
Потоси (енгл. Potosi) насељено је место без административног статуса у америчкој савезној држави Тексас.

## Демографија
По попису из 2010. године број становника је 2.991, што је 1.327 (79,7%) становника више него 2000. године.
| Група             | 2000.         | 2010.         |
| Белци             | 1.544 (92,8%) | 2.634 (88,1%) |
| Афроамериканци    | 11 (0,7%)     | 38 (1,3%)     |
| Азијати           | 11 (0,7%)     | 49 (1,6%)     |
| Хиспаноамериканци | 87 (5,2%)     | 205 (6,9%)    |
| Укупно            | 1.664         | 2.991         |